# 达木夏乡
达木夏乡（藏語：སྟག་མོ་ཤར་），是中华人民共和国西藏自治区日喀则市谢通门县下辖的一个乡镇级行政单位。

## 行政区划
达木夏乡下辖以下地区：
林加村、德列村、琼达村、聂孜村、朗玛村和嘎堆村。